# Zdzisław Wilk
Zdzisław Wilk (ur. 17 września 1932 w Łyszkowicach) – polski inżynier i polityk, poseł na Sejm PRL VIII kadencji.

## Życiorys
Uzyskał tytuł zawodowy magistra inżyniera mechanika na Wydziale Maszyn Hutniczych Akademii Górniczo-Hutniczej w Krakowie w 1956. Następnie zatrudniony był kolejno: w Hucie Pokój, w Katowickim Przedsiębiorstwie Remontowo-Montażowym, w Cementowni „Przyjaźń” w Wierzbicy i w Biurze Projektów „Prozamet-Bepes” w Radomiu. W Wierzbicy organizował kombinat Remontowo-Budowlany. W 1977 został dyrektorem Kombinatu Budowlanego w Radomiu. W latach 1982–1985 pełnił mandat posła na Sejm PRL VIII kadencji w okręgu Radom z ramienia Polskiej Zjednoczonej Partii Robotniczej (do której należał od 1961). Zasiadał w Komisji Budownictwa i Przemysłu Materiałów Budowlanych, Komisji Do Spraw Samorządu Pracowniczego Przedsiębiorstw oraz w Komisji Nadzwyczajnej do rozpatrzenia projektu ustawy o Trybunale Konstytucyjnym.